# Зла смрт 2: Мртви до зоре
Зла смрт 2: Мртви до зоре (енгл. Evil Dead II) је амерички хорор филм из 1987. године, режисера Сема Рејмија са Брусом Кембелом и Саром Бери у главним улогама. Директан је наставак Зле смрти из 1981. године. Брус Кембел се вратио у улогу Еша Вилијамса, који је преживео претходни део.
Филм је један од најуспешнијих наставака у историји хорор филма и успео је да надмаши оригинал и по оценама критичара и по заради и по реакцији публике. IMDb га је оценио са висoких 7,8/10 што је за 0,3 више од оригиналног филма, док га је веб страница Rotten Tomatoes оценила са 98%, такође више од оригинала. Еш Вилијамс је у овом делу добио свој чувени изглед са моторном тестером уместо десне руке и пушком с пресеченом цеви, коју је у наставку назвао бум-штап. И у овом делу се појављује Некрономикон, чије записе покушавају да растумаче Ени и Еш како би зауставили злу смрт.

## Радња
Након догађаја из претходног филма, зла смрт је запосела Еша, али чим зора сване он се поново враћа у нормалу. Покушава да побегне из шуме, али мост преко кога води једини пут за који зна је срушен и принуђен је да поново проведе ноћ у колиби. У колибу се упутила и Ени Ноубај, ћерка проф. Ноубаја, чији су аудио запис пронашли у претходном делу. Она је пронашла записе са неких страница Некрономикона и понела је да их покаже оцу. Међутим када стигне у колибу са још 3 човека проналазе Еша, крвавог, са моторном тестером и пушком, па она посумња да јој је он убио родитеље и због тога га затварају у подрум. Када га у подруму нападне демон Енине мајке, они га пуштају јер у међувремену проналазе аудио запис Ениног оца и схватају да Еш нема никакве везе с тим. Након што Џејк, његова девојка Боби Џо и Ед страдају, Ени схвати да је једини начин да се заустави зла смрт запис из Некрономикона. Она грешком протумачи погрешан пасус и наглас га прочита па тиме само омогућава злу да се прикаже у физичком облику. И док се Еш са својом моторном тестером и пушком бори против зла, Ени наставља да чита записе Некрономикона и отвара временски процеп, који треба да усиса зле демоне и пошаље их у прошлост. Ипак, пре него што заврши, Ешова зла рука, коју је претходно одсекао, забада јој нож у леђа. Иако је на самрти Ени наставља да чита запис, како би бар спасла Еша и успева да изговори последњу реч — „канда”, те временски процеп почиње да усисава зле демоне. Међутим, Ени умире пре него што успе да га затвори, па процеп пре свог затварања усиса и Еша.
Када се пробуди, Еш је окружен гомилом витезова и схвата да је, као у пророчанству из књиге пребачен у 1300. годину да се избори са злом смрћу и спречи да је да се врати у будућност.

## Улоге
| Глумац         | Улога                      |
| -------------- | -------------------------- |
| Брус Кембел    | Ешли „Еш” Вилијамс         |
| Сара Бери      | Ени Ноубај                 |
| Ден Хинкс      | Џејк                       |
| Каси Визли     | Боби Џо                    |
| Тед Рајми      | Поседнута Хенријета Ноубај |
| Денис Бикслер  | Линда                      |
| Ричард Домајер | проф. Ед Гетли             |
| Џон Бикс       | проф. Рејмонд Ноубај       |
| Лу Хенкон      | Хенријета Ноубај           |